# Budiweł-WW Dniepropetrowsk
Budiweł-WW Dniepropetrowsk (ukr. Міні-футбольний клуб «Будівел-ВВ» Дніпропетровськ, Mini-Futbolnyj Kłub "Budiweł-WW" Dnipropetrowśk) – ukraiński klub futsalu, mający siedzibę w mieście Dniepr (do 2015 Dniepropetrowsk). Od sezonu 2003/04 do 2007/08 występował w futsalowej Wyższej Lidze Ukrainy.

## Historia
Chronologia nazw:
- 1999: Budiweł Dniepropetrowsk (ukr. «Будівел» Дніпропетровськ)
- 2008: Budiweł-WW Dniepropetrowsk (ukr. «Будівел-ВВ» Дніпропетровськ)
- 2008: klub rozwiązano

Klub futsalowy Budiweł Dniepropetrowsk został założony w Dniepropetrowsku w maju 1999 roku i reprezentował Dniepropetrowską Państwową Akademię Finansów. W sezonie 1999/2000 klub debiutował w profesjonalnych rozgrywkach Drugiej Ligi. Najpierw uzyskał drugą lokatę w grupie wschodniej, a potem w finale wywalczył brązowe medale Pierwszej Ligi. W następnym sezonie 2000/01 startował w Pierwszej Lidze, zajmując 4.miejsce w grupie wschodniej. W 2002 był szóstym w grupie wschodniej. W sezonie 2002/03 zespół najpierw uzyskał drugą lokatę w grupie wschodniej, a potem w finale wywalczył awans do Wyższej Ligi. W sezonie 2003/04 klub debiutował w Wyższej Lidze, zajmując 12.miejsce. W 2005 zakończył na 14 pozycji z 15, w 2006 na 14 z 17, w 2007 na 11 z 14, w 2008 na 14 z 15. Sezon 2008/09 rozpoczął z nazwą Budiweł-WW Dniepropetrowsk, jednak wkrótce zrezygnował z dalszych rozgrywek i został rozwiązany.

## Barwy klubowe, strój
| Zielony | Czerwony |

Zawodnicy klubu zazwyczaj grali swoje mecze domowe w zielonych strojach.

## Sukcesy

### Trofea międzynarodowe
Nie uczestniczył w rozgrywkach europejskich (stan na 31-05-2019).

### Trofea krajowe
| \| \| Zdobyte trofea w rozgrywkach Ukrainy (stan na: 31-05-2019) \| |                                                            |      |          |
| Rozgrywki                                                           | Osiągnięcie                                                | Razy | Sezon(y) |
| · Mistrzostwo                                                       | I miejsce                                                  | 0    |          |
| · Mistrzostwo                                                       | II miejsce                                                 | 0    |          |
| · Mistrzostwo                                                       | III miejsce                                                | 0    |          |
| · Mistrzostwo                                                       | 11.miejsce                                                 | 1    | 2006/07  |
| Puchar                                                              | zdobywca                                                   | 0    |          |
| Puchar                                                              | finalista                                                  | 0    |          |
| II liga                                                             | I miejsce                                                  | 0    |          |
| II liga                                                             | II miejsce                                                 | 0    |          |
| II liga                                                             | III miejsce                                                | 0    |          |
| II liga                                                             | 6.miejsce                                                  | 1    | 2002/03  |
| Ukraina                                                             | Zdobyte trofea w rozgrywkach Ukrainy (stan na: 31-05-2019) |      |          |

## Piłkarze i trenerzy klubu

### Trenerzy
Ołeksandr Juzyk (1999–200?)
 Ołeksandr Kosenko gr.trener (2005–2008)

## Struktura klubu

### Stadion
Klub rozgrywał swoje mecze domowe w Hali SK DDFA w Dniepropetrowsku.

### Sponsorzy
- Dniepropetrowska Państwowa Akademia Finansów